# Починок (Пижанский район)
Починок (до 2023 года — Новый Починок)— деревня в Пижанском муниципальном округе Кировской области.

## География
Расположена на расстоянии примерно 16 км по прямой на юго-запад от райцентра поселка Пижанка.

## История
Известна с 1891 года как починок Новый, в 1905 году дворов 11 и жителей 70, в 1926 году 16 и 78 (все мари), в 1950 году 18 и 78, в 1989 году 48 жителей. Статус деревни с 1939 года . До 2020 года входила в состав Безводнинского сельского поселения до его упразднения.
29 июня 2023 года деревня Новый Починок была переименована в Починок.

## Население
Постоянное население составляло 50 человек (мари 98%) в 2002 году, 16 в 2010 году.